# BS Zelda no densetsu: Kodai no sekiban
Pour les articles homonymes, voir BS Zelda.
BS Zelda no densetsu: Kodai no sekiban (ＢＳゼルダの伝説 古代の石盤, BS Zeruda no densetsu: Kodai no sekiban, littéralement « BS La légende de Zelda : Les tablettes en pierre antique »), également connu sous le titre BS Zelda no densetsu: Inishie no sekiban  et parfois traduit BS The Legend of Zelda: Ancient Stone Tablets, est un jeu vidéo d'action-aventure, il s'agit du deuxième jeu The Legend of Zelda distribué par système Satellaview sur Super Famicom, toujours séparé en plusieurs parties téléchargeables en plusieurs semaines.

## Trame

### Personnages
Même si Link est absent de cette version, il sert de base aux personnages du héros et de l'héroïne : pour le garçon, le bonnet vert est remplacé par une casquette de baseball, tandis que pour la fille, le bonnet a été recoloré pour ressembler à des cheveux.

### Histoire
Contrairement au premier opus des BS Zelda qui reprenait l'histoire du premier jeu de la série, cet épisode possède une histoire qui lui est propre. Toutefois, Link reste absent de cette aventure au profit de l'avatar du système BS, nommé Héros de la Lumière (ou Héroïne, selon le genre choisi par le joueur) et vraisemblablement venu d'un monde étranger à Hyrule. D'après une vision de la Princesse Zelda, le héros apparait afin de réunir huit tablettes de pierres (deux par semaine) et ainsi sauver Hyrule d'un grand péril. Lors de la dernière semaine, il apparait que ce péril n'est autre que Ganon. En fin de jeu, le héros repose alors Excalibur dans son socle et retourne dans son monde.

## Système de jeu
Le système de jeu est identique à celui du jeu A Link to the Past, à quelques différences près. Le joueur ne doit plus chercher les trois éléments et les sept cristaux à travers Hyrule, mais les huit tablettes de pierre. De même, les trésors des donjons ont été changés. Un changement a été apporté au niveau des bottes de Pégase : on peut changer de direction et d'écran tout en continuant à courir. Les murs destructibles ont également été modifiés : ceux-ci n'étant plus fissurés, ils sont impossibles à différencier d'un mur normal ; il faut maintenant frapper dessus avec l'épée pour entendre un son de creux. Dans A Link to the Past, les murs renfermaient généralement des rubis ou des vases contenant flèches et bombes. Ils cachent à présent des voleurs (qui toujours dans A Link to the Past, frappaient le joueur pour récupérer ses objets) qui permettent d'augmenter le nombre de flèches ou de bombes, moyennant payement.
À l'instar du premier épisode, une partie du jeu était à télécharger chaque semaine, donnant accès à de nouvelles zones (les zones non accessibles étaient entourées de nuages). Le temps de jeu était toujours limité, obligeant le joueur à se dépêcher. Une fois les deux donjons hebdomadaires finis, le joueur pouvait continuer à chercher des rubis, des bouteilles, etc.
L'horloge interne est aussi toujours présente, déclenchant des évènements comme l'apparition de fées sur la carte. L'horloge permit aussi la mise en place de la météo. De temps à autre, du brouillard apparaît sur la carte, précédant un orage. Celui-ci rend la progression plus dure en désamorçant les bombes et en faisant apparaître des monstres plus puissants sur la carte, que même le boomerang ne peut assommer. L'orage disparait cependant après quelques minutes.
Des magasins de location apparaissent aussi à travers le monde. On peut y louer pour cent rubis une amélioration de l'épée (sauf si celle-ci est déjà totalement améliorée) ou une pelle (sauf si le joueur en possède déjà une). En louant la pelle, le vendeur donne l'emplacement d'un cœur sur la carte, que le joueur peut déterrer.
Parmi les innovations propres à ce jeu se trouve la taupe : elle apparaît à un endroit aléatoire chaque semaine. En lui parlant, le joueur ajoutera 10 000 points à son score.

## Développement

### Téléchargement
Les téléchargements des quatre parties étaient respectivement disponibles le, :
- 30 mars 1997 pour BS Zelda no densetsu: Kodai no sekiban – Episode 1 (ＢＳゼルダの伝説 古代の石盤 第１話, BS Zeruda no densetsu: Kodai no sekiban ~Dai 1 Wa~?, littéralement « BS La légende de Zelda : Les tablettes en pierre antique – Épisode 1 »)
- 6 avril 1997 pour BS Zelda no densetsu: Kodai no sekiban – Episode 2 (ＢＳゼルダの伝説 古代の石盤 第２話, BS Zeruda no densetsu: Kodai no sekiban ~Dai 2 Wa~?, littéralement « BS La légende de Zelda : Les tablettes en pierre antique – Épisode 2 »)
- 13 avril 1997 pour BS Zelda no densetsu: Kodai no sekiban – Episode 3 (ＢＳゼルダの伝説 古代の石盤 第３話, BS Zeruda no densetsu: Kodai no sekiban ~Dai 3 Wa~?, littéralement « BS La légende de Zelda : Les tablettes en pierre antique – Épisode 3 »)
- 20 avril 1997 pour BS Zelda no densetsu: Kodai no sekiban – Episode 4 (ＢＳゼルダの伝説 古代の石盤 第４話, BS Zeruda no densetsu: Kodai no sekiban ~Dai 4 Wa~?, littéralement « BS La légende de Zelda : Les tablettes en pierre antique – Épisode 4 »)

## Accueil
Au Japon, de nombreux concours ont été organisés par des magazines. En effet, à la fin de chaque partie, un score était calculé en fonction des prouesses du joueur. Les joueurs pouvaient partager leurs scores à ces magazines dans l'espoir d'obtenir des cadeaux. 